# Storia del golf

## Origini
L'esatta origine dello sport del golf non è del tutto chiara. La teoria più diffusa e accettata è che questo sport abbia avuto origine in Scozia nel tardo Medioevo quando due contadini si lanciavano una pietra con due bastoni. Un gioco simile al golf odierno è però riconducibile già nel febbraio 1297 negli attuali Paesi Bassi, presso una città chiamata Loenen aan de Vecht.
Il gioco così come pensato nei Paesi Bassi era praticato con una stecca e una palla di cuoio. Chi colpiva la palla entro un bersaglio distante diverse centinaia di metri con il minor numero di colpi vinceva.
Comunque il gioco del golf come lo concepiamo noi oggi è generalmente considerato un'invenzione scozzese, tanto che il gioco del "golf" era già menzionato in due Atti del Parlamento Scozzese nel XV secolo, che lo proibivano.
Alcuni studiosi, comunque, ritengono che tale proibizione si riferisse ad altri giochi più simili allo shinty o all'hurling, o al moderno hockey su prato, piuttosto che al golf.
Sempre gli studiosi sostengono che il gioco di mandare una palla in una buca del terreno usando una mazza da golf cominciò a essere giocato nel XVII secolo nei Paesi Bassi e che poi questo sia stato trapiantato in Scozia. La parola "golf" potrebbe essere infatti un'alterazione della parola olandese "Kolf" che significa "mazza", "stecca".
Comunque queste prime forme di gioco sono giustamente viste come forme antenate del moderno golf come lo interpretiamo oggi.
Rimane il fatto che il golf si è originato e sviluppato in Scozia: anche il primo campo permanente di golf è originario della Scozia, come anche la prima associazione. Le prime regole scritte hanno avuto origine qui e hanno stabilito il campo a diciotto buche.
Il primo torneo si tenne tra varie città scozzesi.
Inizialmente il golf ebbe diffusione tra la Scozia e l'Inghilterra e da lì al resto del mondo. Il più antico campo da golf nel mondo è l'Old Links al Musselburgh Racecourse.
Testimonianze hanno mostrato che il golf era giocato lì nel 1672, anche se Mary, regina di Scozia, lo riteneva giocato già nel 1567.
Ma c'è persino un riferimento anteriore e si crede che risalga al 1452, quando Re Giacomo II di Scozia vietò il gioco in quanto distraeva i suoi sudditi dalla loro pratica di arcieri.

## Evoluzione del campo da golf
Il percorso in un campo da golf non è stato sempre composto da 18 buche. Il St Andrews Links occupa una stretta lingua di terra nel territorio di Queen Mary of Scots, a ridosso del mare.
Già nel XV secolo i golfisti al St Andrews avevano realizzato una buca nel terreno, giocando con buche piazzate secondo quanto dettato dalla topografia del luogo.
Il campo così composto era di undici buche, disposte fino all'estremità lontana della proprietà. Uno giocava le buche out, girava, e quindi giocava le buche in, per un totale di 22 buche.
Nel 1974 molte di quelle buche furono considerate troppo corte e allora vennero combinate. Il numero si ridusse da 11 a 9, così che un giro completo del campo comprendeva 18 buche.
Considerato che St Andrews era ritenuta la capitale del golf, tutti gli altri campi seguirono l'esempio e le 18 buche rimasero lo standard fino al giorno d'oggi.

## L'evoluzione dell'attrezzatura
L'evoluzione del golf può essere spiegata principalmente dallo sviluppo dell'attrezzatura usata per giocare. Alcune delle molte migliorie apportate al golf sono da ricondurre all'introduzione della pallina da golf. La pallina da golf ha assunto numerose forme differenti prima del 1930 quando l'United States Golf Association diede standard precisi per peso e dimensioni. Questi standard furono poi seguiti da una regolamentazione della USGA che stabiliva che la velocità iniziale di ogni pallina da golf non potesse superare i 250 piedi al secondo. Da quel momento, la pallina da golf ha continuato a svilupparsi, influenzando notevolmente il modo di giocare. 
Un altro fattore rilevante nello sviluppo del golf è stato il perfezionamento delle mazze. Le prime mazze da golf erano fatte di legno, che era facilmente reperibile nell'area. Nel corso degli anni lo hickory divenne il legno standard da usare per i bastoni e il caco americano venne scelto per la testa della mazza, a causa della sua durezza e resistenza. Così come la pallina si sviluppò e divenne più duratura con l'introduzione del "gutty" intorno al 1850, anche la testa della mazza si migliorò con l'introduzione delle mazze dalla testa di ferro. L'introduzione dei bastoni d'acciaio iniziò sul finire del decennio 1890, ma la loro adozione da parte del corpo organizzativo del golf fu lenta. Nei primi anni del 1970, la tecnologia dei bastoni cambiò di nuovo con l'uso della grafite, per la sua leggerezza e resistenza. Il primo metallo "legno" fu sviluppato all'inizio degli anni 1980 e ha poi rimpiazzato completamente il legno grazie alla sua resistenza e versatilità. La più recente tecnologia per le mazze da golf prevede l'uso della grafite per i bastoni e delle teste di titanio, che consentono di realizzarle di dimensioni più larghe rispetto a quanto precedentemente stabilito.
La resistenza di questi materiali ha anche consentito di realizzare la parte frontale della mazza molto più fine, il che incrementa l'effetto molla della mazza sulla palla, aumentando in teoria la lunghezza del tiro. La USGA ha recentemente limitato questo effetto molla, conosciuto anche come Coefficiente di Restituzione (COR), a 0.83 e la massima dimensione della testa della mazza a 460cc nel tentativo di mantenere la competitività del gioco.

## Etimologia
La parola "golf" fu menzionata per la prima volta in uno scritto del 1457 su una Lista degli Atti del Parlamento di Scozia sui giochi proibiti come "gouf", probabilmente derivata dalla parola scozzese "goulf" che significa "colpire o schiaffeggiare".
Questa parola potrebbe anche derivare dall'olandese "kolf", che significa "mazza", riferita anche allo sport che porta lo stesso nome.

## Una recente testimonianza di un gioco simile al golf in Cina

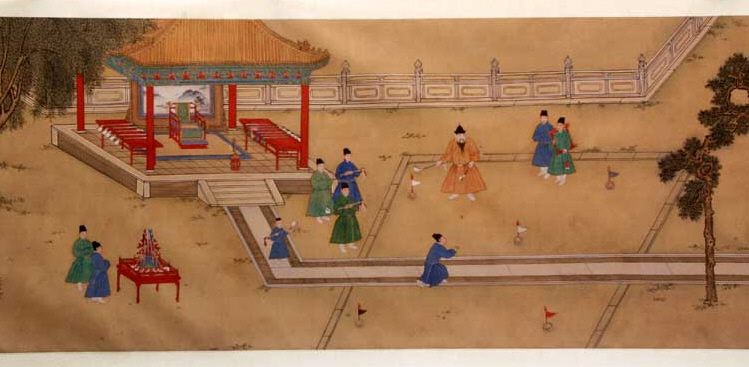
Dinastia Ming Imperatore Xuande (r. 1425–1435) sta colpendo per un par?

Nell'aprile del 2005 una nuova testimonianza ha riacceso il dibattito sull'origine del golf. Una recente dichiarazione avanzata dal Prof. Ling Hongling della Lanzhou University, suggerisce che un gioco simile al golf era già giocato in Cina fin dalla Dinastia Tang Meridionale, ben 500 anni prima che il golf fosse menzionato in Scozia.
Gli Archivi Dōngxuān  (東軒錄) della Dinastia Song (960–1279) contengono la descrizione di un gioco chiamato chuíwán (捶丸) e contengono inoltre dei disegni esplicativi del gioco. Esso veniva giocato con 10 mazze che comprendevano una cuanbang, una pubang, e una shaobang, sovrapponibili a un driver, un legno 2 e un legno 3. Le mazze erano intarsiate con giada e oro, il che suggerisce che il golf era uno sport destinato ai benestanti. L'archivio cinese contiene riferimenti a un ufficiale della dinastia Tang Meridionale, il quale chiese alla figlia di scavare delle buchette come bersaglio. Ling suggerì che il golf fu esportato in Europa e quindi in Scozia da viaggiatori Mongoli nel tardo Medioevo.
Un portavoce del Royal and Ancient Golf Club di St. Andrews, una delle più antiche organizzazioni golfistiche di Scozia, ha affermato: "Giochi con mazze e palle esistono da molti secoli, ma il golf come lo conosciamo oggi, giocato su 18 buche, ha chiaramente avuto origine in Scozia."

## Il golf in Italia
I primi golf club ad essere creati in Italia sono elencati di seguito.
- Sorrento Golf Club, fondato nel maggio 1895 a Sorrento, aveva nove buche.[12] Non è noto quanto il club, citato da una sola fonte, sia effettivamente durato.[11]

- Varese Golf Club, fondato a Varese nell'ottobre 1897 presso l'Hotel Excelsior, aveva nove buche.[14][15]
- Rome Golf Club, fondato a Roma nel 1898[16] era sito presso Porta Pia. Altro campo da golf era di proprietà del principe Doria nei terreni della Villa Doria Pamphilj.[17]

Prince Doria has a private course in the grounds of the Villa Pamphili Doria, just outside the city walls.»
- Florence Golf Club, fondato a Firenze il 2 marzo 1899[18][19] (altre fonti successive indicano l'anno 1889, ma non appare citato prima del 1899).

- Sanremo Golf Club, fondato a Sanremo nel 1901[20], ma già citato nel 1899.[21]

- Sanremo New Golf Club, fondato a Sanremo il 16 gennaio 1905.[22] Altro golf club fu poi creato nel 1932.[23]
- Lake Como Golf Club, fondato nel maggio 1905 a Dervio.[24]
- Menaggio e Cadenabbia Golf Club, fondato nel maggio 1907 a Menaggio in località Croce.[25]